# Голяма асклепиева дървеница
Големите асклепиеви дървеници (Oncopeltus fasciatus) са вид насекоми от семейство Lygaeidae.
Таксонът е описан за пръв път от Уилям Суитленд Далас през 1852 година.